# Suardi
Suardi là một đô thị ở tỉnh Pavia trong vùng Lombardia của Ý, có cự ly khoảng 60 km về phía tây nam của Milan và khoảng 35 km về phía tây nam của Pavia. Tại thời điểm ngày 31 tháng 12 năm 2004, đô thị này có dân số 692 người và diện tích là 9,8 km².
Suardi giáp các đô thị sau: Bassignana, Frascarolo, Gambarana, Valenza.